# 1794 у науці

## Наукові праці
- Ернст Флоренс Фрідріх Хладні видав свою книгу «Про походження знайденої Палласом та інших подібних їй залізних мас і про деяких пов'язаних з цим явищах природи» (Chladni E. Uber den Ursprung der von Pallas gefundenen und anderer ihr ehnlicher Eisenmassen und uber einige damit in Verbindung stehende Naturerscheinungen. Riga; Leipzig, 1794.), в якій він висловив припущення, що метеорити виникли в космосі.
- Опублікована перша праця Адріана Гарді Гаворта «Observations on the genus Mesembryanthemum» (Спостереження за родом Мезембріантемум).
- Вийшов останній том 4-томної праці Й. Х. Фабриція «Entomologia systematica, emendata et aucta etc.»
- «Icones plantarum» — праця шведського ботаніка Петера Улофа Сварца

## Події
- 30 листопада  — заснована Вища нормальна школа, один із найпрестижніших навчальних закладів Франції.
- 3 грудня 1794 уродженець Чернігівщини Барсук-Мойсєєв Хома Іванович захистив докторську дисертацію, першу з медичних дисертацій, захищених у Московському університеті.
- Заснована Політехнічна школа — престижний вищий навчальний заклад Франції.
- Заснований «Annales des Mines» — один з найстаріших журналів світу гірничого профілю.

## Організми, описані 1794 року

### Тварини
- Ведмідь печерний (Ursus spelaeus Rosenmüller)
- Каламеута жовта (Calameuta idolon Rossi)
- Псарус черевастий (Psarus abdominalis Fabricius)
- Смертельна змія гадюкоподібна (Acanthophis antarcticus Shaw)
- Сом мішкозябровий (Heteropneustes fossilis Bloch)
- Східна довгошия черепаха (Chelodina longicollis Shaw)
- Cassida flaveola Thunberg
- Lopholaimus antarcticus Shaw
- Macroplea appendiculata Panzer
- Pseudechis porphyriacus Shaw
- Zeiraphera isertana Fabricius

### Рослини
- Бамія (Abelmoschus esculentus (L.) Moench)
- Веснівка дволиста (Maianthemum bifolium (L.) F.W.Schmidt)
- Вільха сіра (Alnus incana (L.) Moench)
- Гіркокаштан лісовий (Aesculus sylvatica Bartram)
- Ехінацея (Echinacea Moench)
- Залізняк бульбистий (Phlomoides tuberosa (L.) Moench)
- Ожина несійська (Rubus nessensis Hall)
- Рогіз малий (Typha minima Funk.)
- Сироїжка (Russula Pers.)
- Смовдь гірська (Peucedanum oreoselinum Moench)
- Сорго (Sorghum Moench)
- Цмин пісковий (Helichrysum arenarium (L.) Moench)
- Juniperus horizontalis Moench
- Satyrium pumilum Thunb.
- Stipa capensis Thunb.
- Thesium humile Vahl

### Гриби
- Вовнянка біла (Agaricus pubescens Fr. = Lactarius pubescens (Fr.) Fr. 1838)
- Герицій коралоподібний (Hericium coralloides (Scop.) Pers.)
- Ритізма кленова (Xyloma acerinum Pers. = Rhytisma acerinum (Pers.) Fr. 1818)
- Aegerita Pers.

## Наукові нагороди

### Медаль Коплі
- Алессандро Вольта — за кілька повідомлень з поясненнями певних дослідів, опублікованих професором Гальвані

## Народились
- 7 січня — Генріх Вільгельм Шотт, австрійський ботанік
- 3 лютого — Карел Борживой Пресл, богемський ботанік
- 20 березня — Рене Прімевер Лессон, французький орнітолог і натураліст
- 25 березня — Йоганн Франц Дреге, німецький садівник, ботанічний колекціонер
- 3 квітня — Сабен Бертло, французскій ботанік, натураліст етнолог
- 12 квітня — Жерміналь П'єр Данделен, бельгійський математик
- 17 квітня — Карл Фрідріх Філіпп фон Марціус, німецький натураліст, ботанік і етнограф
- 27 квітня — Ашиль Рішар, французький ботанік, міколог і лікар
- 20 травня — Карл Юліус Перлеб, німецький ботанік
- 29 травня — Йоганн Генріх фон Медлер, німецький астроном
- 7 червня — Чаадаєв Петро Якович, російський філософ і публіцист
- 14 серпня — Міхал Балінський, польський історик, публіцист, громадський діяч
- 27 листопада — Дідеріх Франц Леонард фон Шлехтендаль, німецький ботанік і міколог
- 13 грудня — Роберт Кай Гревілл, шотландський ботанік
- ? — Черняєв Василь Матвійович, російський ботанік
- ? — Елі Маглуар Дюран, франко-американський ботанік і колекціонер
- ? — Еліас Магнус Фріс, шведський ботанік і міколог, «батько мікології»
- ? — Джордж Грот, англійський історик античності

## Померли
- 10 січня — Георг Форстер, німецький просвітитель, публіцист, письменник, мандрівник, вчений-натураліст, етнограф, громадсько-політичний діяч, один з вождів Майнцької республіки
- 16 січня — Едуард Гіббон, британський історик
- 18 січня — Зуєв Василь Федорович, російський вчений-біолог, мандрівник
- 22 лютого — Каспар Вольф, німецький фізіолог і ботанік
- 28 березня — Марі Жан Антуан Ніколя Кондорсе, французький письменник, вчений-математик і політичний діяч
- 13 квітня — Ніколя Шамфор, французькій філософ-мораліст, письменник
- 9 травня — Антуан Лоран Лавуазьє, французький вчений, один із засновників сучасної хімії
- 27 жовтня — Григорій Сковорода, найвидатніший український просвітитель-гуманіст, філософ, поет, педагог
- листопад — Рудольф Еріх Распе, німецький бібліотекар, письменник та науковець, відомий переважно через свою книгу «Неймовірні пригоди барона Мюнхаузена»
- ? — Козельський Яків Павлович, письменник, філософ-просвітитель
- ? — Беньямін Петер Глоксін, німецький ботанік і лікар